# Rollin White

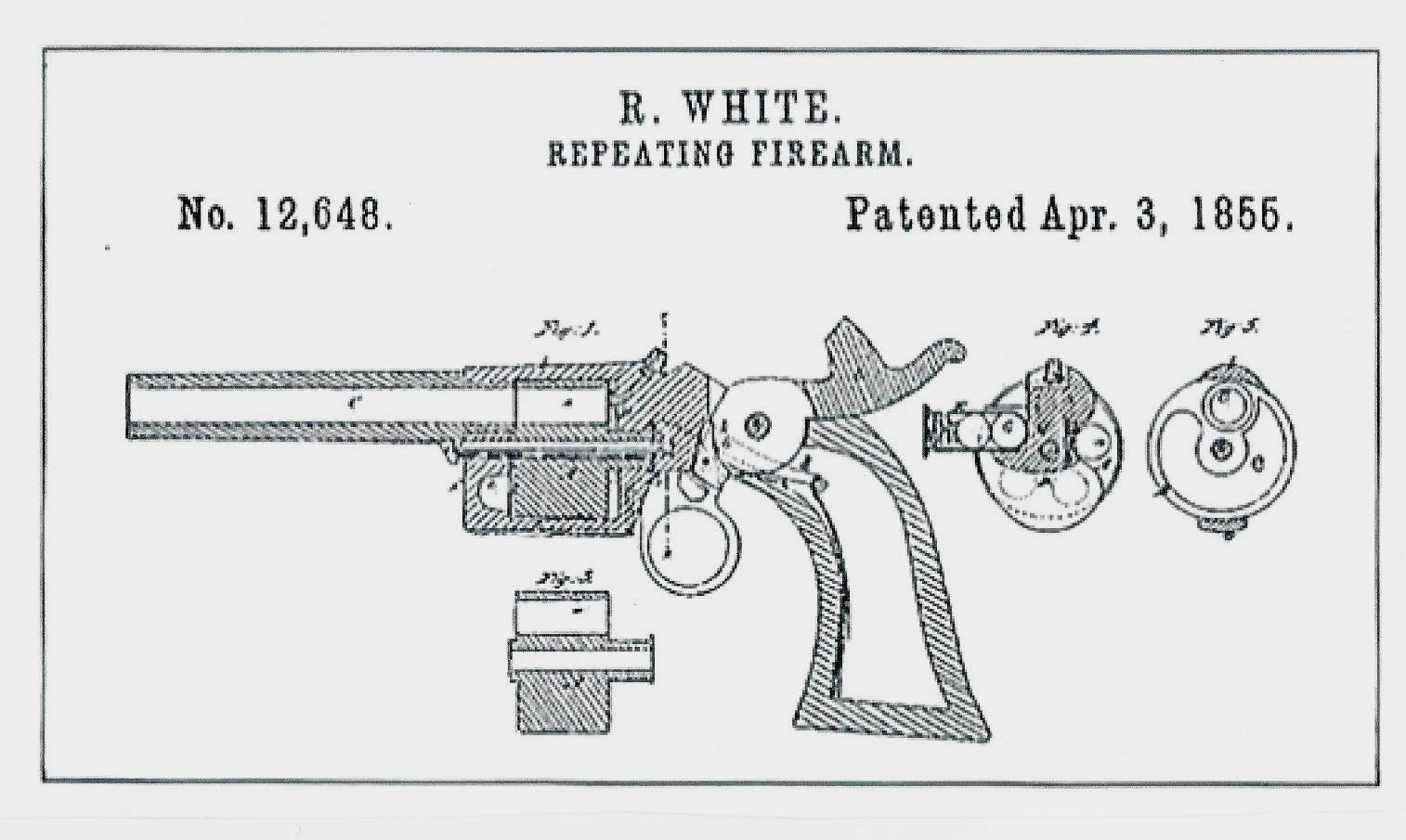
Figura que constava da patente de
Rollin White

Rollin White (6 de junho de 1817 Williamstown, Vermont — 22 de março de 1892 Lowell, Massachusetts), foi um inventor, fabricante de armas de fogo e empresário Norte americano. Foi ele quem inventou o cilindro de revólver transpassado que permitiria o uso de cartuchos de papel, carregados pela parte traseira do cilindro ("retrocarga"). Apesar de ser um importante avanço técnico teórico, esse projeto não teve nenhuma implementação prática bem-sucedida.

## A primeira invenção
Rollin White aprendeu o ofício de armeiro com seu irmão mais velho J. D. White em 1837, e disse mais tarde que ele teve a ideia de um revólver "Pepper-box", carregado pela parte traseira quando ainda trabalhava na empresa do irmão em 1839. Nessa época eles trabalhavam para a Colt's Patent Firearms Manufacturing Company torneando e dando acabamento em canos de revólver.[carece de fontes?]
Durante esse período, usando cilindros descartados da Colt, ele os colocou no torno, cortou a parte traseira de um e a parte frontal de outro, juntou os dois criando um cilindro do mesmo tamanho que os originais só que com os furos transpassados, que cabia num revólver da Colt.

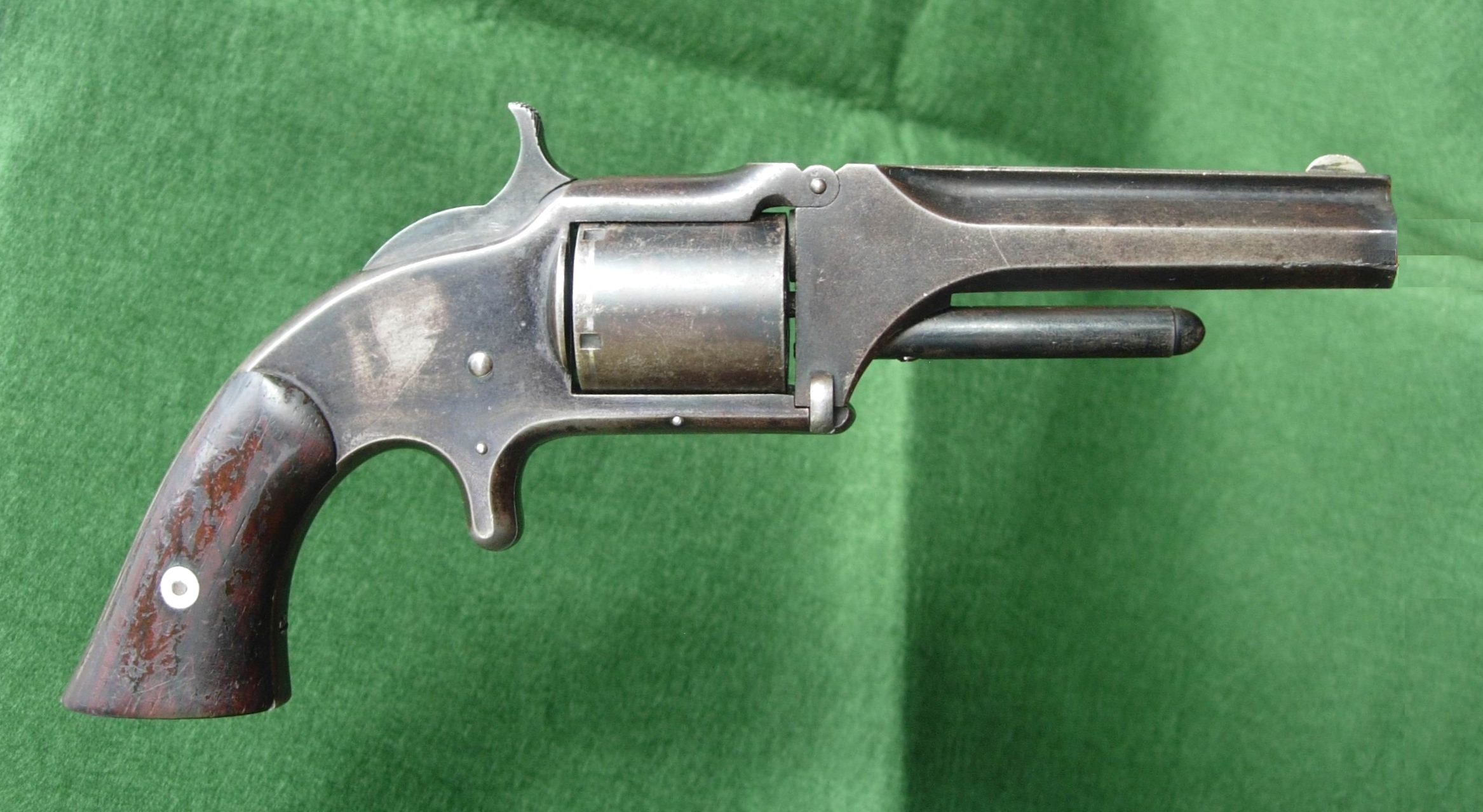
Uma pistola de bolso Smith & Wesson .32 de fogo circular "model 1½", fabricada entre 1865 e 1868 sob a patente de Rollin White.

## Outros trabalhos
No início de 1855, Rollin White já tinha depositado cinco patentes, incluindo a 12648, sobre "melhorias em armas de fogo de repetição".
Nesse mesmo ano, ele assinou um acordo concedendo à Smith & Wesson o uso exclusivo da parte de sua patente sobre os cilindros transpassados, mas não sobre o restante dela, e mantendo uma taxa de royalty de $0,25 sobre cada revólver.